# 粗疣壁虎
粗疣壁虎（学名：Gekko scabridus）为壁虎科壁虎属的爬行动物。在中国大陆，分布于贵州、云南、四川等地，多见于建筑物的缝隙、野外田埂裂缝等处。其生存的海拔范围为1000至1500米。

## 保护
本种于2023年被收录入《有重要生态、科学、社会价值的陆生野生动物名录》。